# ディオ・ブランドー
ディオ・ブランドー（Dio Brando）は、荒木飛呂彦の漫画作品『ジョジョの奇妙な冒険』に登場する架空の人物。
本稿ではPart7『スティール・ボール・ラン』に登場するディオに酷似した人物ディエゴ・ブランドーについても併せて述べる。

## ディオ・ブランドー（DIO）

### 人物
正式な生年月日は「自称なので不明（1867年 - 1868年頃）」。Part1第1話の時点でジョナサン・ジョースターとは同い年である。
非常に眉目秀麗（びもくしゅうれい）なうえ、名門大学の法学部で首席の成績を残すなど高い知性とカリスマ性、そして傲慢さを併せ持つ。「自分が一番なのが好き」と豪語する極度の負けず嫌いで上昇志向が強く、どんな汚い手を使ってでも目的を果たそうとしながらも、冷静かつ慎重に証拠を残さないように心掛ける狡猾な野心家である。知識を得ることに貪欲な努力家で、たびたび本を読んでいる姿が描かれる。その上昇志向は尽きることが無く、後に様々な力を得ても満足することなくより上の力を得ようと独自に研究を重ねていた。
後に石仮面を被り、驚異的なパワーと再生能力、さらには不老の肉体を獲得し、自身の知恵からも様々な能力を編み出す吸血鬼となる。人間性や食物連鎖というくびきから自由になったことで、人を殺すことに全く心を痛めることが無くなった。
吸血鬼ゆえ、人間の血を吸う。全身に大火傷を負った際には「若い新鮮な生気」という理由で若い女性の血を好んで吸血しており、現代でも女性を餌とみなしていた。また一方では子供を複数名もうけているが、子育てに関与していた形跡は無い。
吸血鬼になった後の独特の口癖として「URYYYYY」（ディオ・ブランドー時）「WRYYYYY」（DIO時）（どちらも「ウリィー」と読む）などがある。
Part1終盤でジョナサンと相打ちになり、Part3にて復活を遂げた後、多くの部下を従える「悪の帝王」として君臨するようになる。ンドゥールやヴァニラ・アイスなど、DIOの持つ「悪の魅力」や、スタンドを含めたその絶大な力に心酔する者は数多い。
Part3で空条承太郎に倒され、太陽に灼かれて消滅。以降は過去の人物として描写・言及され、生きた彼が出てくることは無くなる。
「ディオ」の名前はイタリア語で「神」という意味に由来している。また元レインボー、ブラック・サバスのロニー・ジェイムス・ディオ、第3部以降の表記「DIO」は、そのロニー・ジェイムス・ディオが結成したバンド「ディオ (DIO) 」に由来する。

### 呼称
Part1では「ディオ」またはフルネームの「ディオ・ブランドー」と呼ばれる。ジョースター家の養子になっているが、ジョースター姓を名乗るシーンは存在しない。Part3で復活して以降は「DIO」と表記される。ただし、各所にて「ディオ」「DIO」の表記ゆれは存在する。
一人称は可変。「おれ」「わたし」に加えて、「このDIO」と自己強調することが多い。自分の所有物は「我が○○」と呼ぶことが多い。
Part3は北米英語版がビズメディアから刊行されており、この中では日本語漫画ゆえの「DIO」という強調表現が意味をなさなくなっている。漫画内でのセリフや文字は全て大文字で表記されるため通常単語の中において「DIO」表記が目立たず、また目次やあらすじでは人名として「Dio」と表記されるためである。

### 容姿
不老の吸血鬼になった時点で年齢が止まったので、外見年齢は20代。大学卒業直前で吸血鬼になったのでより詳しく記載するなら約20歳である。Part3ではアヴドゥルが彼の容姿について「心の中心に忍び込んでくるような凍りつく眼差し、黄金色の頭髪、透き通るような白い肌、男とは思えないような妖しい色気」と表現している。また、エンリコ・プッチは出会った当時のDIOについて「若く美しい」と述べている。
原作カラー画での頭髪は金髪の場合が多いが、『ジョジョの奇妙な冒険』は色の固定をしていないため、違う色の場合もあり、瞳の色も様々である（ゲーム・アニメなどのメディア化の際の瞳の色は赤が多い）。退場後も作外のイラストなどに多数描かれており、執筆時の画風を反映した容姿となる。
テレビアニメでは、吸血鬼として鋭い爪を強調して描かれている。

### キャスト
声優
- 若本規夫（Part3ドラマCD版）
- 田中信夫（Part3OVA版）
- 千葉一伸（Part3対戦型格闘ゲーム版）
- 緑川光（Part1劇場版、Part1ゲーム版・青年期）
- 野島健児（Part1ゲーム版・少年期）
- 子安武人（テレビアニメ版以降の関連作品）

俳優
- 宮野真守（ミュージカル版）

## 作中の行動

### Part1『ファントムブラッド』

#### 幼少期
1867年頃、イギリスの貧民街に生まれる。父ダリオ・ブランドーの酒乱と暴力の影響で、母は苦労の末ディオの幼い頃に亡くなっている。JOJO'S BIZARRE ADVENTURE OVER HEAVENで明らかとなるが、ディオは貧民街に住む者たちに自分が苦しむことになりながらも様々なものを与える母のことを内心バカにしていた。ダリオのことは「ゴミのような男」「あいつ（ダリオ）の血がこの体に流れていると思うだけで気が狂いそうになる」と評したり、ダリオの墓に「醜くって ズル賢くって 母に苦労をかけて死なせた最低な父親だったぜ」「くずめッ」と言い唾棄したりした他、後にも「あんなクズに名誉などあるものか」と言うほど嫌悪していた。
母の形見のドレスを売って酒代を工面するよう命じられたことで、ついにダリオの殺害を決意。少しずつ毒を盛っていき、病死に見せかけてダリオ殺しを完遂した後、父に恩があった貴族ジョージ・ジョースター卿の養子となる。それを父からの「遺産」と受け取り、「世界で一番の金持ちになる」「誰にも負けない男になる」という野望を胸にジョースター家へ旅立っていった。
利用できるものは何でも利用しようと考え、ジョースター家の養子となった後は家督の乗っ取りを企む。表向きは品行方正な好青年として振る舞いながら、本来の跡取り息子であるジョナサンを孤立させ無気力な人間に堕落させることで、遺産の相続権を独占しようとした。
しかし、嫌がらせの手をジョナサンのガールフレンドのエリナ・ペンドルトンにまで伸ばし、彼女に無理矢理キスをしたことで彼女の名誉を傷つけたとし、ついにジョナサンを激怒させ、ケンカで負けて泣かされる。これによってジョナサンが侮れない存在であることと、自分が怒りの感情を抑えきれない面があることを知る。この怒りはジョナサンの愛犬ダニーを焼却炉で焼き殺すことで抑えこんだ。
策謀の方針を変更したディオは、手のひらを返したように善人を装い、表向きだけジョナサンの親友として付き合うようになる。ディオの演技力は見事なもので、周囲はもちろん、ジョナサンも疑念を抱きながらも「すごくていいやつ」と称するほどであった。

#### 吸血鬼化
成人し、財産に関して法的に干渉する権利を得たため、ジョースター卿をダリオと同様、病死に見せかけて毒殺する計画に移る。しかし、計画半ばでジョナサンが偶然見つけた、ダリオが遺言状として卿に宛てた手紙の内容から、ダリオの死因である病の症状が現在のジョースター卿と酷似していること、ダリオを毒殺したこと、同様の手口で卿をも殺害しジョースター家を乗っ取ろうとしていることを、全てジョナサンに悟られた。
そこで口封じのため、考古学者であるジョナサンが研究していた石仮面を利用して彼を殺害しようと試みるが、その過程で石仮面に秘められた機能を突き止める。ジョナサンの通報を受けた警官隊に包囲されたことで、危機を脱するために「おれは人間をやめるぞ！ジョジョーーッ！」と、宣言して石仮面を被り、ジョナサンを庇ったジョースター卿を刺殺した返り血で石仮面を起動させ、吸血鬼となった。
人間を超えた力を獲得したディオは警官隊を惨殺し、炎上するジョースター邸でジョナサンと対決。ジョナサンに重傷を負わせ追い詰めたものの機転により反撃を受け、全身を焼かれた上、そのまま倒壊した屋敷に押し潰される。しかし生存しており、石仮面を探しに来たワンチェンを屍生人に変え、以後は治療に努めることにした。

#### 決戦
傷が完治するまでは小村ウィンドナイツ・ロットに逃れ、屍生人を多数生成して世界征服を目論む。しかし、修行により波紋法を身に付けたジョナサンとその仲間たちに踏み込まれ、再戦。波紋によって全身を溶かされ敗れるが、頭部まで波紋が回る前に自ら首を切り落としたことで辛うじて助かり、首だけの姿となってワンチェンに回収され、共に密かに生き延びる。
1889年2月7日、エリナと結婚して豪華客船で新婚旅行中だったジョナサンの前に再度姿を現し、エリナを庇うためにジョナサンは瀕死の重傷を負う。そして、ディオは失った肉体の代わりにジョナサンの肉体を手に入れての再起を図ったが、最後の力を振り絞ったジョナサンによってワンチェンは戦闘不能に。
ディオは自らの手でジョナサンの肉体を奪おうとするが、ジョナサンに首を抱きかかえられてしまったため無力化される。
しかもジョナサンの最後の波紋によってワンチェンは身体を操られ、蒸気機関を無理やり停止させ爆発を引き起こそうとしていた。
ディオはジョナサンに対して「おまえにも永遠をやるぞ。エリナと共にいつまでも」と命乞いをするが、既にジョナサンは死亡していた。
直後、客船の爆発に巻き込まれて海底へと沈んでいった。
ちなみにエリナ・ジョースターはディオが運ばれてきた棺桶をボート代わりにして船から脱出した。その際母親が死んだ赤ん坊をジョナサンの願いで保護した。その時エリナはジョナサンとの子を宿していた。
自身を討伐しに来たジョナサンに対して暴言を浴びせる一方、客船内での最後の戦いでワンチェンがジョナサンを侮辱した際にはこれを一喝し、「自分をここまで追い詰めた相手」として敬意を払う様子を見せている。ジョナサンとディオは、互いに永遠の宿敵ながら「奇妙な友情」を抱き合っていた。
なお、Part1のPlayStation 2用ゲームソフトでは、条件を満たすことでラストバトルの内容が変化する（結末自体は変化しない）。
本来なら首だけになったディオとワンチェンの二人と戦うことになるのだが、条件を満たせばスティクス神父の肉体を奪って仮復活したディオと戦うこととなる。また「77輝輪（リング）の三騎士」こと獅子王ウィンザレオ、稲妻の騎士アイクマン、独眼のカイネギスを屍生人化して従えている。

### Part2『戦闘潮流』
ディオ本人の登場は無いが、ディオが作った屍生人の生き残り（テレビアニメ版での表記は「ゾンビ司令官」〈声 - 山本兼平〉）が正体を隠したままイギリス空軍司令官にまで上り詰めた上、ジョナサンとエリナの実子にしてジョセフ・ジョースターの父親でもあるジョージ・ジョースターII世を殺害していたことが明かされる。
その後、この屍生人はジョージII世の妻・エリザベス（リサリサ）に波紋法で消滅させられるが、事情を知らない目撃者からは殺人事件としか見られず、彼女はイギリス空軍司令官殺しの罪で全世界へ指名手配され、スピードワゴン財団の協力で姿を隠さざるを得なくなり、ジョセフと離れ離れになる。

### Part3『スターダストクルセイダース』
豪華客船の爆発で死亡したと思われていたが、沈没する直前にジョナサンの遺体の首から下を奪い、棺桶型シェルターで眠りに就いていた（エリナが入ったものとは別）。
その約100年後、トレジャーハンターによりシェルターが引き上げられたことで眠りから目覚め、エジプト（アスワン、カイロ）のとある館を拠点として活動を再開。途中で知り合ったエンヤ婆の手によりスタンド「ザ・ワールド（世界）」が覚醒し、再び世界を征服しようと配下を増やしていった。
とにかく屍生人を増やすことに手を尽くしていたPart1の頃とは違い、ほとんどの配下は人間のスタンド使いで、自身の細胞から作った「肉の芽」を植え付けることで忠誠を誓わせた者、肉の芽を使用せずともその絶大なカリスマ性に惹かれて（あるいは屈服して）配下となった者、金銭で雇った賞金稼ぎなどを従えている。
復活後、4年に渡って潜伏していたが、DIOがスタンドに覚醒した影響によりジョナサンの血統者であるジョセフとその娘・空条ホリィ、孫・空条承太郎にもスタンドが覚醒。DIOもジョナサンの子孫が生き残っていることを知る。
ホリィが自らのスタンドの力を制御できず重体となったことで、ジョセフと承太郎が自分を倒しにエジプトへ向かってきたため、因縁の清算も込めて配下のスタンド使い数十名を刺客として差し向ける。序盤に自ら出向こうとした際は、エンヤ婆に「帝王が自ら行ってはいけない」と説得されていた。
実のところエンヤがなぜ自分に仕えるのかはDIOにもよく理解できていなかった模様。
金で雇われた者、恐怖に屈服した者、絶対的なカリスマに惹かれた者。エンヤの態度はそのいずれにも該当せず、エンヤに毒づくシーンがある。
ジョセフが波紋入りハーミット・パープルを胴体に巻いていることを見破って攻撃を避けたり、ナイフ攻撃で動かなくなった承太郎の首を念入りに切断しようとするなど、用心深くなっている。
最終決戦ではザ・ワールドの時間停止能力とスピード、パワーを利用して、花京院を殺害し、ジョセフを瀕死に、ポルナレフを戦闘不能に追い込む。しかし、ザ・ワールドと同じタイプのスタンド「スタープラチナ」の持ち主である承太郎が仲間の活躍でザ・ワールドの能力の正体を知り、限定的ながら同能力に目覚めたため、思わぬ反撃を受ける。それでもまだ圧倒的優位を保っていたが、承太郎のさらなるブラフで不意を突かれ、頭部左側に大ダメージを受けた。
土壇場に追い詰められながらも、承太郎の攻撃をも利用してジョセフの下にたどり着き、その血を吸ったことでジョナサンの肉体と完全に適合。停止時間も9秒まで伸びて一時優勢となり、ロードローラーで承太郎を圧殺しようとするが、承太郎のスタープラチナは怒りで成長し、ついに時を止める能力に覚醒する。
時間停止が解除される瞬間に、今度は承太郎に時を止められ、ガンマン風の決闘の土俵に上げられる。DIOは血で目潰しを仕掛けた上でザ・ワールドの渾身の蹴りを放ったが、スタープラチナの拳に迎撃され、スタンドを砕かれたことで同時に肉体も砕かれたことで敗北、完全な最期を遂げる。死体はSPW財団医療スタッフに回収され、ジョセフを蘇生させるために血を抜かれた。
吸血鬼ゆえに細胞はまだ生きていたが、夜明けの日光を浴びて灰と化し、ようやく消滅。ジョースター家とDIOとの長きに渡る因縁は一応の決着を見た。しかし、その影響力は死後も依然消えることはなく、Part4以降様々な形で物語に影響を及ぼしていくこととなる。
DIOの活動期間の説明には、微妙に誤差がある。1つは、「大西洋に沈んでから94年後の1983年に復活して、1987年11月28日にホリィが倒れ、1988年1月16日に承太郎に倒され翌朝の日光で消滅した」という説。もう1つは、「1年ずれて、1984年に復活して1989年に死んだ」という説。前者は画集『JoJo6251［荒木飛呂彦の世界］』の年表および集英社による公式サイト、テレビアニメで言及される。後者は単行本冒頭の一貫した説明、Part4・5・6の作中、『オールスターバトル』のストーリーモードなどで言及される。
身元を隠した上で膨大な財力を有していたため、カイロの屋敷には大量の財宝や美術品が無造作に転がっている。また、ジョースター一行を標的指名した殺し屋たちには、前金に加えて破格の成功報酬を約束していた。一例を挙げると、承太郎を殺せば1億ドル。
テレビアニメ版では原作での動向がほぼ完全に再現されている。OVA版も大まかには同一だが、細部に違いがある。原作・テレビアニメ版では、最後の側近であるヴァニラ・アイスが倒された後に動き出すが、OVAではヴァニラを従えたまま自ら出陣する。戦闘描写にも改変があり、ロードローラーの代わりにタンクローリーをぶつけてくる他、巻き込まれたカイロ市民を原作以上に殺傷して被害を出している。
ジョースター一行がヌビア砂漠に到着してからDIOとの決戦を迎えるまでに起こった出来事を描いた番外編小説『砂漠発地獄行』『熱き砂の墓標』では、配下のアブサロム・ミカル兄妹（『砂漠発地獄行』）、書記アニ（『熱き砂の墓標』）を一行に差し向ける。特に不幸な生い立ちが原因で性格がゆがんだアブサロムは、そこをDIOに付け込まれて強い崇拝の念を抱いていた。

### Part4『ダイヤモンドは砕けない』
承太郎や虹村形兆の回想で登場。Part3でスタンドを得た方法や、短期間に多数のスタンド使いを獲得した方法が「弓と矢」のお陰であることが明かされた。
かつてDIOの部下であった虹村兄弟の父親が登場するが、彼はDIOにあまり信用されておらず肉の芽を埋め込まれたため、DIOの死によって肉の芽が暴走した結果、自身の肉体を侵食されて酷い容姿と化した上に知能も低下し、肉の芽がもたらした再生能力によって生き続けるだけの肉塊になった。
また、主人公の東方仗助は、10年前（Part3当時）に、ホリィと同じくDIOの復活に伴って発現したスタンドの悪影響による高熱で生死の境をさまよっていた。
2017年に『ジョジョの奇妙な冒険 ダイヤモンドは砕けない 第一章』として（序盤が）実写映画化された際にも虹村兄弟の父が登場したが、DIOにまつわるエピソードは全てカットされた。

### Parte5『黄金の風』
主人公のジョルノ・ジョバァーナは、DIOがジョナサンの肉体を乗っ取った後に作った息子である。母親となった日本人女性はDIOの食料とはならずに生き残り、エジプトから日本へ帰還し、身籠っていたジョルノを(汐華初流乃として)出産している。
ジョルノが誕生した1985年時点でDIOは存命しており、ジョルノが3-4歳の頃に死亡。DIOとジョルノは生涯一度も顔を合わせていない。ジョルノはDIOの写真を持ち歩いており、自身の髪の色について「エジプトで死んだ父親の遺伝」と言及している。
ジョルノはスタンド使いではあるが、肉体的にはただの人間である。
ジョースター一族が持つ「星型の痣」と「黄金の精神」はジョルノにも受け継がれている一方、公式における主な人物紹介文は「DIOの息子」として統一されている。
彼はスタンド能力に目覚めた頃に頭髪の色が生来の黒髪からDIO由来の金髪に変わっており、激昂した際に口をついて出る「無駄無駄」や「WRY」といった言葉はDIOと同一である。性格面でも、敵とみなした人物に対する非情な面や、品行方正に振る舞いながらもトップの座を奪おうとする上昇志向、将来的に一大組織の首領となり部下を多数従えるようになるなど、DIOと似ている部分が多くみられる。

### Part6『ストーンオーシャン』
プッチの回想で登場。1987年、スタンド使いの素質を持つ者を探して旅をしていた頃、修行時代のプッチ(16歳)と知り合う。
太陽が出ている時間帯に身を潜めていた立ち入り禁止時間の教会で出会い、匿ってくれた礼としてプッチに「スタンドの矢」の鏃を贈り、彼の生まれつき曲がっていた足の指を治した。やがて、ある事件からスタンド能力に目覚めたプッチは「運命」や「引力」などについてDIOに話を聞こうと会いに行き、お互いの家をよく行き来する間柄となる。
プッチの膝の上に足を置く、彼と共に帆船模型を製作する、本を読みながら会話を楽しむなど、これまでの尊大な性格とは違った温和な一面を見せている。「無敵の肉体や大金を持つことや、人の頂点に立つことでは、本当の幸福は得られない」「真の幸福を見た者こそが真の勝利者である」とし、その上で幸福を追い求めていたことが明かされた。
「天国へ行く方法」についてのノートに書いていた「捜し求めていた『信頼できる友』」はプッチのことであり、プッチに対して「君を失う事が怖い」と発言し、そのノートの存在を伝えた上で自らの小指の骨を渡していた。そのことも含めてプッチに敬愛されており、やがて彼の人生とこの世界の行く末に大きな影響を与えることとなる。
ジョルノの母とは別の女性たちに産ませた息子であるウンガロ、リキエル、ドナテロが登場しているほか、かつてDIOの部下であったジョンガリ・Aも序盤に登場する。ジョルノ同様、異母兄弟である3人もスタンド使いではあるが、肉体的にはただの人間である。だが、ジョースター一族が持つ「星型の痣」は受け継がれているものの、「黄金の精神」はジョルノとは異なり、生まれ育った環境から歪んだ性格になっているため、受け継がれていない。3人の息子たちはDIOに育てられてはいないが、「天国」の時が近づくと導かれるように集まり、プッチの協力者となった。

### その他の媒体での描写

#### スピンオフ作品
恥知らずのパープルヘイズ
カンノーロ・ムーロロが引用する、ギャング組織「パッショーネ」のボス・ジョルノの語り口が、闇の帝王として君臨したDIOの言動に酷似している。
OVER HEAVEN
Part6に登場した、DIOが書いた「天国へ行く方法」についてのノートの内容。
承太郎が焼却したノートの灰から暗号化されていた内容を復元したものという設定で、前書きに「解釈のひとつである」とする旨の注意書きがある。
原作の様々な事柄をディオ（DIO）の視点から記している。文章を通しているため戦闘時のディオの興奮や激昂は無く、感情面も全体的に落ち着いている。作品の執筆時期が影響し、Part7以降の要素にまで触れられている。また、ディオの母についての掘り下げがある。
本作においては、一貫して「ディオ」と表記される。「DIO」の表記は、強調的に、ディオ自身が「人間ではない純粋な誇りある存在」という意味で使用している。
JORGE JOESTAR
2つの世界で、2人のディオ・ブランドーが登場する。
1人は、いわゆる「『ジョジョの奇妙な冒険』のディオ・ブランドー」。自らのスタンドとして、ザ・ワールド（後に強化され「ザ・ワールド・アルティメット」となる）に加え、茨の冠たる「ザ・パッション（受難）」、および無自覚の「ビヨンド」を持つ。登場人物の何人もが彼の手駒である。
ジョージII世最大の敵として登場する。カンオケから100年ぶりに目覚めた後、時間移動と並行世界移動の手段を手に入れ、眠っていた100年間をさかのぼって暗躍。ディアボロやジョルノ・ジョヴァーナ（本作におけるジョルノ・ジョバァーナ）を圧倒し、最終的には究極生命体となってカーズや名探偵ジョージと戦う。両手両足に聖痕があり（ディオの空裂眼刺驚を受けたことで生じた、ジョナサンの肉体の負傷）、茨の冠と併せて「神」になぞらえられている。
もう1人は、パラレルワールドの同一人物であるディオ・ブランドー・ジョースター。名探偵ジョージ・ジョースターの100年以上前の代の養子という、過去の人物。列車強盗を行ったところを、義兄弟のジョナサン・ジョースターに止められ、相討ちとなって死亡したことが語られている。
クレイジー・Dの悪霊的失恋
ホル・ホース、マライア、ボインゴなどかつて配下だった人物たちの回想の中で登場する。本作では、悪のカリスマや恐怖の対象としての側面が強調されており、死後10年が経ってもなおその影響に苛まれる彼らの姿が描かれている。
また、あくまでも作中に登場するスタンド能力による再現ではあるが、Part4に登場する東方仗助と相まみえており、仗助からも「気色わりーほどの恐怖」などと形容されている。

#### 天国に到達したDIO
PlayStation 3・PlayStation 4用ゲームソフト『ジョジョの奇妙な冒険 アイズオブヘブン』のストーリーモードに登場するオリジナルキャラクター。原作者の荒木飛呂彦が構想・デザインを手掛けている。画風やデザインが変遷するDIOの造形の中でも特に大柄かつ筋肉質の容姿であり、青白い肌をしている。額には星の上半分状のマーキングがあり、そのまま下に伸びて両目と頬を縦に走っている。
「1988年に承太郎たちを倒した世界」のDIOであり、「天国へ行く方法」を確立させて「天国」に到達した後、基本世界（Part1〜Part8の世界）の支配を目論む。最後は承太郎と徐倫を一度に迎え撃ってザ・ワールド・オーバーヘブンで渡り合い、徐倫を圧倒するものの承太郎にはスタープラチナ・オーバーヘブンに覚醒された結果、かつてのDIOと同様の悪あがきに出た果てに倒され、消滅した。
- デザインは、荒木による「神様のようなイメージで」との指示をキーワードとして仕上げられた。なお、DIOとまったく異なる青白い肌については当初はPart3冒頭でのアヴドゥルによるDIOの肌の表現を元にしていたが、荒木がそれに異を唱えて超越したものを求めたため、さまざまな濃さを用意して彼に選んでもらった青白い色となった[15]。

## 能力・スタンド

### 吸血鬼としての能力
気化冷凍法
波紋法とは対極にある技。肉体の水分を気化させて熱を奪い、触れた相手を一瞬にして凍らせる。
波紋エネルギーは血液の流れと密接に関係しているので、血管ごと凍らせることで波紋を起こせなくするために編み出した。ディオの独自考案による技であり、他に使用した吸血鬼はいない。ディオは攻略不可能と言われた技「稲妻十字空烈刃（サンダー・クロス・スプリット・アタック）」を持つダイアーを気化冷凍法で破り、凍った彼を冷酷に砕いた。
Part1でのみ使用された。『ジョジョの奇妙な冒険 オールスターバトル』でPart3のDIOがPart1のディオに勝利した際には、「懐かしい技だ」と語っている。
『OVER HEAVEN』にて、Part3でDIOが「気化冷凍法」を使わなかったことについての言及があり、この技はジョナサンの肉体ではコントロールが難しい上、スタンド使いとの戦いでは役に立たない「過去の技術」ということで封印したとされている。
空裂眼刺驚（スペースリパー・スティンギーアイズ）
眼球内の体液に高圧力をかけて圧縮し、弾丸のように飛ばす攻撃。Part2では吸血鬼化したストレイツォも使用し、彼により命名された。
ジョナサンに肉体が崩壊するほどの波紋疾走を食らわせられたディオが執念で咄嗟に編み出した技であり、作中で使用した吸血鬼はディオと、その場面を目撃していたストレイツォのみ。直線に進むのみなので1度目は外し、2度目はジョナサンに致命傷を与えた。実は波紋を応用すれば防御でき、第2部でストレイツォが使った時は予備知識を持っていたジョセフの対策（波紋を帯びた底部が湾曲しているグラスによる反射）により破られている。
気化冷凍法と同じくPart3では使用されないが、対戦型格闘ゲーム『ジョジョの奇妙な冒険』『ジャンプスーパースターズ』『ジャンプアルティメットスターズ』では技として実装されている。原作では連射していないが、ゲームでは連射できる。ドラマCDにおいても名前を発して使用したことがあるが、実際にそうやって使用したのはストレイツォが最初である。
他生物の屍生人（ゾンビ）化
牙や指先、血管針などから他の生物の血液を吸収する際、「吸血鬼のエキス」を注入してゾンビ化し、支配する能力。配下となった生物は理性が低下し、多くは凶暴な怪物となるが、まれに知能を残したまま屍生人になる者もいる。
凶暴化しても変化前の記憶や嗜好は多少残っているが、嗜好については理性のタガが外れて強くなる傾向がある。また、死体にエキスを注入することで屍生人として復活させたり、人間と動物を合体させた屍生人を作ることもできる。屍生人は屍生人を産み出し感染が拡大していくが、祖たるディオに支配力がある。
屍生人は吸血鬼の能力で生まれた存在なので、波紋や太陽光を受けると消滅する。また石仮面で吸血鬼になった者と違い肉体の再生能力が無い。
エキスに対しては、波紋使いならば注入されても、少量なら体外へ排出する等での防御が可能。
Part3でも屍生人を作っているが、人数は少ない。Part3作中では「吸血鬼」と称され、かつての屍生人とは多少性質が異なっている（再生能力がある点が大きく違う）。
なお、人間の女性との間に作った息子たちには、吸血鬼の能力や特徴は受け継がれていない。
肉の芽
DIOの細胞から作り出された物体。額に植え付けて脳を刺激し、洗脳する。植え付けられた者は、DIOにカリスマを抱き配下となることを望む。肉の芽は脳を喰らい、数年で死ぬという。
引き抜こうとすると動いて脳を傷つけたり、逆に執刀医に触手を伸ばして脳支配を図るため、まず摘出不可能。承太郎の何事にも動じない精神力と、高速かつ精密な動作が可能なスタープラチナがあって初めて摘出できる。波紋や太陽光も有効だが、額に植え付けた肉の芽は、植え付けられた者の肉体と一体化するため、太陽光を浴びても消滅せず、引き抜かないことには対処できない。
DIOが死ぬと暴走する。虹村兄弟の父は、暴走した肉の芽に脳と肉体を乗っ取られて、知性が低下した異形の生物（怪物）と化し、太陽光を浴びても消滅せず、体の一部を失っても瞬時に再生する驚異的な再生能力を持つ等、不死性が上がり、何をやっても死ななくなる。
テレビアニメ版では肉の芽をジョセフの脳内に植えつけたラバーズが逃亡した後、ジョセフが自分の脳に波紋を流し込んで肉の芽を消し去っている。OVA版では、アヴドゥルのマジシャンズ・レッドの炎で焼き払われている。

### ザ・ワールド（世界）
【破壊力 - A / スピード - A / 射程距離 - C / 持続力 - A / 精密動作性 - B / 成長性 - B】（『JOJO A-GO!GO!』、『JOJOVELLER』、Part3テレビアニメ）
タロットの21番目のカード「世界」の暗示を持つ、逞しい体つきをした人間型のスタンド。スタンド像の特徴としては、三角形のマスクを被ったような顔、全身を覆う黄金の装甲、顎・股間・肘・膝に取り付けられたハート型のレリーフ、背中に付いたボンベのような2本の物体、時計の文字盤を模した飾りが付いている両手の甲などが挙げられる。
承太郎のスタープラチナと同様の近距離パワー型で、極めて高いレベルでパワー・スピード・精密動作性を兼ね備える。DIO自身「最強のスタンド」と豪語するほどで、余力を残した試し打ちでその通りであることが実証された。加えて、近距離パワー型の中では10mと長い射程を持つ。
得意技もスタープラチナと同様の拳によるラッシュ攻撃で、攻撃時には「無駄無駄無駄無駄……無駄ァ!!」と第一部の時のセリフの掛け声を連呼する。
さらには、自分以外の時間を止めることができる。DIOはこの能力を「まさに『世界』を支配する能力」と形容している。初めは一瞬だったが、ジョナサンの肉体が馴染むにつれて停止可能な時間が延長し、空条承太郎との交戦時で5秒、戦闘中にジョセフの血液を吸血したことで9秒にまで延びた。直後に承太郎に倒されたが、DIO自身はさらに停止時間を延ばせそうだと実感している。
時を止めた場合、同じタイプのスタンドを持つ者以外はその間のDIOの動きを認識できないため、その間にDIO自身が動けば他者はDIOが瞬間移動をしたかのような錯覚に陥る。この効果を利用して、時間の止まった状態で承太郎の体の周囲に無数のナイフを投げつけ回避不能の状態を作り出したり、承太郎から距離を取った状態で攻撃できるため頭上からロードローラーを叩き付けるなど、数々の攻撃を繰り出した。
スタンド使いの暗黙の鉄則に則って、DIOは自身の能力を秘密にしており、特に時間停止能力についてはエンヤ婆やプッチなど少数しか知らない。エンヤ婆は「とてつもない力を持っている守護霊」「必ず時を支配できる」と賛辞している。
DIOはホル・ホースに反逆されそうになった際、時間停止能力によって回避し、逆に恐怖を与えて屈服させてみせた。ポルナレフと対峙した際にも、この能力で心を折って懐柔しようとしたが、拒絶されている。
Part3においては「ジョナサン・ジョースターの肉体を得たことで新たに獲得した能力」と説明されていた。Part5以降になると、ディアボロが発掘し、エンヤ婆が所持していた「スタンドの矢」で得た能力であったことが確実視されている。
スタンド像のデザインは画風の変化に伴って若干変更されている。Part3連載時は筋肉質な体つきで、各部に取り付けられたレリーフがハート型をしている。これは当時の荒木が凝っていたデザイン法である。『JOJO A-GO!GO!』以降のイラストではスリムな体型になり、レリーフもアルファベットの「D」のロゴになっている。後のPart7作中に登場する「THE WORLD」も、造形はリニューアルデザインの方に近い。
荒木によると、色味などをスタープラチナと対になるようにしており、初期の段階にボスキャラとしてデザインされた。
スタンドのカラーは基本的には金色。DIO本体とスタンドが纏うオーラ状のエフェクトは、デジタルカラー版では水色、テレビアニメ版では金色で描かれる。
DIOは「天国へ行く方法」を実現するために、ザ・ワールドを捨ててさらに進化させねばならないことを突き止めている。DIOの死に伴いザ・ワールドは消滅したため、プッチがDIOの骨などを用いて断片的な方法で再現したものが緑色の赤ん坊、C-MOON、メイド・イン・ヘブンである。その後のゲーム『ジョジョの奇妙な冒険 アイズオブヘブン』ではDIO自身がザ・ワールドを「天国」バージョンへと進化させている（後述）。
スタンドの名称が安定せず、「ザ・ワールド（世界）」の呼称が確定するのはDIO戦が始まってから、単行本27巻以降である。世界のタロットの暗示であることは登場前から断片的に言及されていたが、呼称は「ワールド」や「世界21」など統一されておらず、DIO戦でも序盤シーンではまだ不安定。2002年刊行の文庫版以降は、最初から「ザ・ワールド（世界）」となるように修正統一されている。

#### WORLD21
対戦型格闘ゲーム『ジョジョの奇妙な冒険』では（要するにあくまでゲーム用の演出なのだが）、「邪悪の化身ディオ!!（影DIO）」のスタンドとして、「馴染みきっていなかった不完全なザ・ワールド」が登場する。名前は「WORLD21」で、スタンド像もシルエット（影）のみで下半身が無い。時間を止めることも可能である。

#### ザ・ワールド・オーバーヘブン
『アイズオブヘブン』における、天国に到達したDIOのスタンド。外観は元のザ・ワールドと同じであり、白金色に光り輝いているのが特徴。
スタンドか本体の拳で触れた対象に、強制的にDIOの望む真実を上書きする能力を持つ。防御不能の攻撃、特殊攻撃の無効化、再生、洗脳、敵の消滅、敵の魂を奪い吸収、聖なる遺体を敵から奪うなど、なんでもあり。
また弱点も多く、事前に蓄えた「魂のエネルギー」を消費するほか、一度の発動ごとにかなりの時間を要する、拳を破壊されただけで能力が使えなくなる、この能力をもってしても並行世界の掟に逆らうことは不可能などがある。

### ハーミット・パープル
物語の初期にジョセフのハーミット・パープルに似た茨状のスタンドを使って、カメラや水晶玉に念写しているシーンがある。効果はジョセフのものとは異なり、カメラを壊さず軽く叩くだけで念写ができる。これについては原作内では特に説明はされなかったが、画集『JOJO A-GO!GO!』の付録では「ジョナサンの肉体が覚醒したスタンド能力である」と説明されている。
小説『OVER HEAVEN』ではエンヤ婆により「ハーミット・パープル」と明言（命名）されている。ジョースター一行の視点とは逆の、DIO側からの言及となり、「DIOのハーミット・パープルと同じ（似た）スタンドをジョセフも持っている」とされている。
世界観自体が異なる小説『JORGE JOESTAR』では「ザ・パッション（受難）」。スタンド像は「茨の冠」で、自らの血縁者や吸血した相手に対する予知能力を有する。つまり、ジョナサンの肉体との血の繋がりがもたらす作用によって、ディオはジョースター一族の行動をあらかじめ読むことができる。さらに時間停止とのコンボによって、ジョルノのレクイエムやディアボロのキング・クリムゾンをも完封してのけた（本作のディアボロはディオの子孫という設定）。

## ディエゴ・ブランドー
- 通称：ディオ（Dio）
- 国籍：イギリス
- 愛馬：シルバーバレット（4歳、アラブ・サラブレッド混血）
- 声：加藤将之（VOMIC） / 子安武人（ASB、EoH[18]）

ジャイロ・ツェペリとジョニィ・ジョースターのライバル的位置に存在する天才騎手。元は下層階級の出身だが、イギリス競馬界の貴公子と呼ばれるほどの実力を持った天才で、「スティール・ボール・ラン」優勝候補の1人。ゼッケン番号?-001。馬が持つ「走るクセ」を見抜く才能があるが、目的のためには手段を選ばない最低な男との噂もある。
網状模様の服やジョッキーブーツを身につけている。特徴的なのが、ヘルメットに縫い付けられた「DIO」の文字とハート結びのリボン。このリボンは第2ステージから描かれるようになった。母が存命していた5歳の頃は、リボンが4つ縫い付けられた服を着ていた。

### 生い立ち
ディオ・ブランドーと似ており、荒木は連載初期のインタビューにて、「ディオと雰囲気が似ていますね」と言われたことに対して肯定し「生い立ちなども似ている」「違うのは石仮面が無い世界にいるということ」「ジョニィとディオは戦うことになるかもしれない」と説明している。
父はダリオ、母の姓はブランドー。貧困状態にあえいでいた両親により、生まれてからすぐ川に流されたが、どうしても見捨てられなかった母親に助けられる（この際二人ともダリオには見捨てられた）。その後、近くの農場労働者に助けられて共に農場で暮らすようになる。5歳の時、農場労働者がディエゴの母親に対し肉体関係を要求したのを拒まれた腹いせに、ブランドー親子の食器を全て壊すという嫌がらせを行う。配食の時に熱いシチューを受け取る食器に困ったディエゴは靴に注いでもらおうとするが、母親はそんな息子を叱りつけ、自分の手を受け皿にし、火傷を負いながらもディエゴにシチューを食べさせた。
1年後、ディエゴの母親は破傷風により23歳の若さで死去。ディエゴはシチューの火傷が母を殺した原因だと考え、仇の男や父を含む理不尽な社会に復讐を誓う。そして社会の頂点に立つことを志し、ジョッキーとなった。
その後、20歳で資産家の老婦人と結婚したが、老婦人が不審死を遂げたため、莫大な財産を相続する。しかし、それで満足した様子などまったくなく、更なる富と名誉を求めている。
子供の頃にイギリスのジョースター家牧場にいたことがあり、ニコラス・ジョースターの事故死の現場にも立ち会っている。またジョニィは、レースで一度もディエゴに勝てたことがない。このように両者の間には因縁があるものの、劇中で会話を交わす機会は殆ど無かった。どちらかと言えばディエゴに度重なる屈辱を与えたのはジャイロの方である。

### 作中の行動（ディエゴ）
レースの第1ステージではジャイロに敗れたことで1位になれず、激しい屈辱を味わう。だがジャイロ降格で順位が繰り上がり、続くステージ2・3では、僅差でジャイロを抑えてゴール。これらの結果をジョニィは後に「飢えたディエゴと受け継いだジャイロの差が出た」と分析している。
第3ステージにて、フェルディナンド博士のスタンド能力で恐竜化させられ、ジョニィたちの前に立ちはだかる。博士が敗れた後、遺体の「左眼球」を手に入れたことにより、博士のスタンドを奪い取って自分の能力にする。しかしジャイロを重視しすぎたことが隙に繋がり、ジョニィに初めて敗れる。
第4ステージでは嵐の中でジャイロと技術を競うもジョニィの横槍で落馬し、怒りのあまり雄叫びを上げた。その後、復帰と復讐を誓う。
第5ステージに入ると、名誉と権力を手に入れるために、ジャイロたちを倒すことを条件に大統領に遺体を売る取り引きを行う。大統領からしてみれば捨て駒として利用していたに過ぎないし、ディエゴ自身も大統領に「マンハッタン島の市長の座」を要求する一方、内心では自らが遺体の全てを手中にしようと考えていた。馬の負傷もあり、スピードは抑えて協力者のスタンドを介しジャイロとジョニィを付け狙っていた。第7ステージでは1位でゴールし完全復帰を果たす。
この合間に負傷していたマジェント・マジェントを保護し、恩義を利用して内通者に仕立て上げる。だが捨て駒程度にしか思っていなかったのか、以後は彼の存在について特に触れられていない。
第8ステージに至ると大統領とは完全に敵対し合い、大統領のスタンドによって異世界に引きずり込まれ、左眼球を奪われた上に肉体が崩壊して死にかけるほどにまで追い詰められる。ウェカピポを犠牲にすることで辛うじて元の世界に戻り、大統領撃破の策を練る。その最中ホット・パンツの襲撃を受けるが奇策で相打ちに持ち込み、彼女の提案で一時停戦。能力の弱点を見つけたことにより、彼女の援護の元、列車内での戦闘で大統領を追い詰め、ホット・パンツとの共闘で圧倒する。
列車外に放り出された大統領を追跡し、そのままとどめを刺そうとするも、大統領が己の髪を列車の車輪と線路の間に巻き込んだ偶然によりスタンド能力が発動。大統領に下半身を掴まれ列車の下に引きずり込まれ、胴体を切断されてしまう。最後まで「勝ったのは自分だ」と敗北を受け入れず、勝利を夢見たまま死亡した。その最期は遠目からジョニィに看取られている。

### 平行世界から来たディエゴ
ディエゴの並外れた上昇志向を評価していた大統領は、ジョニィに敗れる直前に「THE WORLDを発現させた平行世界のディエゴ」と接触していた。後継者として「聖人の遺体」の回収を託された平行世界のディエゴは、死んだ「基本世界のディエゴ」に成り代わって第8〜最終ステージに割り込み、本作最後の敵としてジョニィと対決する。
大統領から情報を得ていたこともあり、ジョニィのタスク ACT4を片脚を犠牲にする形で勝利。レースの最終ステージ1位と総合優勝を果たした。
優勝の直後、大統領を信じて遺言に従い、特製シェルターに「聖人の遺体」を納めようとする。しかし、そこへ現れたルーシーの持ってきた「基本世界のディエゴの生首」から足のケガもあり逃げ切れず、異なる世界の2つの頭部が接触して崩壊、首なし死体となる。その後、第8ステージの列車付近で基本世界のシルバー・バレットが発見されたため、レースのルールである「馬の交換は失格となる」が適用され優勝取消、本人行方不明により弁解もできずに処理された。
なお、ルーシーが殺した「平行世界のディエゴ」の首なし死体は、スティールがやって来た時には消えていた。スティールには「ディエゴが『聖人の遺体』をシェルターに納棺して施錠した→その後に生首と接触して全身が消滅した→『聖人の遺体』の加護を受けていたディエゴは死んだのだから、もう誰も『幸福』にはなれない」と思われている。このスティールの理解は誤りで、矛盾が生じている。描写されていない何かがあったことが示唆されており、「ルーシー、聖人の遺体、ディエゴの首なし死体、シェルター、階段の途切れた血痕」などの条件から言外の出来事が示される。
レースの結果を列挙すると、1st・3位（繰り上げ2位）→2nd・1位→3rd・3位→4th・着外→5th・着外→6th・20位→7th・1位→（死亡して入れ替わる）→8th・2位→9th・1位→総合優勝→失格。
パラレルワールドとD4Cの存在により、作中には4人のディエゴが登場した（設定上は無数にいる）。
- ディエゴA：基本世界のディエゴ。
- ディエゴB：D4Cに敗れて死ぬが、死に際にディエゴAを助けて、同時にウェカピポを殺した。
- ディエゴC：D4Cによって基本世界に連れてこられ、攻撃に利用されるも、D4Cの能力を知ったディエゴAによって元の世界に返される。
- ディエゴD：最後に戦った4人目のディエゴ。なお、基本世界のディエゴが死んだことで、ほとんどの世界で彼らは死に、唯一生き残っていたのがTHE WORLDを所有するディエゴDのようである。

### スタンド（ディエゴ）
スケアリー・モンスターズ（恐竜）
【破壊力 - B / スピード - B / 射程距離 - D / 持続力 - A / 精密動作性 - C / 成長性 - B】（『JOJOVELLER』より）
触れた生物を恐竜（主に二足歩行の肉食恐竜）に変えて使役する。恐竜になった生物は動体視力、嗅覚、パワー、俊敏さなどの身体能力が大幅に向上するが、動いていないものを認識できなくなる。スタンド像は存在しない。
元はフェルディナンド博士の持っていた能力で、ディエゴも恐竜にされて利用されていた。その後、博士が死亡した際に聖なる遺体を得たため、ディエゴの能力として定着。フェルディナンド博士とは異なり、当初は自分を恐竜化するだけだったが、次第に他の生物を恐竜化させられるようになる。小動物を恐竜化させ周囲の索敵を行ったり、ランプオブジェや周囲の風景に擬態させるなど、フェルディナンド博士の能力よりも応用が利くようになっていた。また、ディエゴの姿のまま皮膚や爪といった部位を強化して戦うことが増える。
作者コメントによると、旧ディオの吸血鬼のイメージの継承であり、『ジュラシック・パーク』からの連想アイデアを新ディオのイメージに合わせたという。
THE WORLD（ザ・ワールド）
大統領のスタンド「D4C」により並行世界から来たディエゴが持っていたスタンド能力。自分以外の時間を5秒間だけ止めることが可能。
DIOの「ザ・ワールド（世界）」と酷似した外見を持つが、肘と膝部分のレリーフがハート型から「D」の形になっているなど『JOJO A-GO!GO!』準拠のデザインとなった。DIOのザ・ワールドよりも細身であるが、それでも本体のディエゴよりは大柄なスタンドとして描かれている。攻撃時の掛け声はDIOと同じく「無駄無駄無駄無駄……無駄ァ!!」。Part7では数少ない、人型像で攻撃するスタンドである。
時間を止めている間に多数のナイフを投げつけたり、ワイヤートラップを張り巡らせるなどの攻撃でジョニィを追い詰めた。

## その他
ディオは、ジョナサンや承太郎と対になる「悪の主人公」として扱われている。作者は、「Part1は『善・正義』のジョナサンと『悪』のディオを対比させ、ディオを通して『悪のかっこよさ』を描く目的があった」と語っている。実際、Part1の頃からディオには熱狂的なファンがおり、Part2の敵キャラを描いていても、ディオのキャラが立ちすぎていて壁を超えるのが難しかったという。